# Hydro astatide
Hydro astatide, còn được gọi là astatin hydride, astatan hoặc astatidohydro, là một hợp chất vô cơ có công thức hóa học là HAt. Hợp chất này bao gồm một nguyên tử astatin liên kết cộng hóa trị với một nguyên tử hydro. Do đó, hợp chất là là một hydro halide.
Hợp chất này có thể tan trong nước tạo ra acid hydroastatic, một loại acid có tính chất rất giống với các binary acid khác. Tuy nhiên, HAt bị hạn chế sử dụng do dễ bị phân hủy thành hydro nguyên tố và astatin, cũng như do astatin có chu kỳ bán rã ngắn. Bởi vì hydro và astatin có độ âm điện gần như nhau, do đó trong quá trình phân ly có thể hình thành ion H−
 (đã từng quan sát thấy ion At+
). Như vậy, một mẫu hydro astatide có thể trải qua phản ứng sau:
2HAt → H+ + At− + H− + At+ → H2 + At2.